# Stärkesmark
Stärkesmark är en by belägen vid Stärkesmarkssjön i norra delen av Vännäs kommun. Stärkesmark hade ett 50-tal innevånare vid årsskiftet 2021.
I mitten av 1500-talet fanns ett par gårdar i Stärkesmark och i början av 1800-talet fanns sju bönder samt soldater och andra boende. Den förste nybyggaren som bröt marken sägs ha hetat Starke, därav namnet Starkarmsmark,  sedermera Stärkesmark.  Några av dagens byggnader är exempel på jordbruksbebyggelse från slutet av 1800-talet och Västerbottens första landsväg AC1 går genom byn. Carl von Linné passerade också byn på sin Lappländska resa på 1700-talet vilket beskrivs i boken med samma namn. 
Vartannat år i augusti hålls en tolv timmars musikfestival i byn,  Musikfesten i Stärkesmark, med ett tiotal artister på programmet. Den lockar ett tusental besökare från hela Umeå/Vännäsområdet. Här finns också en livaktig byaförening som i övrigt arrangerar allt från rallytävlingar till pubaftnar i byns byahus.